# Jack & Jill
Jack & Jill ist eine US-amerikanische Fernsehserie (Dramedy), die zwar in Amerika zu Beginn sehr beliebt war, in Deutschland jedoch nur mit mäßigen Einschaltquoten bei Nick bzw. ab Januar 2007 kurzzeitig bei Comedy Central lief.

## Handlung
Jacqueline „Jack“ Barrett träumt vom perfekten Leben an der Seite des perfekten Mannes. Als sie dann aber am Tag ihrer perfekten Hochzeit herausfindet, dass der Mann ihres Lebens die Nacht mit ihrer besten Freundin und Brautjungfer verbracht hat, zerbricht dieser Traum. Völlig desillusioniert flieht Jack nach New York zu ihrer ehemaligen Freundin Audrey. Die Tänzerin nimmt sie gerne auf. Außerdem trifft sie in Audreys Mietshaus auf deren Nachbarn Jill. Beide finden sich gegenseitig sofort sehr sympathisch. Beim abendlichen Besuch einer Bar kommt es sogar zum ersten Kuss zwischen Jack und Jill. Außerdem lernt Jills Mitbewohner Bartholomew „Barto“ Zane dort Audrey kennen und der Medizinstudent verliebt sich sofort in sie.
Aber Jack versucht auch weiterhin ihr Leben in den Griff zu bekommt und beginnt ein Praktikum bei einem lokalen Nachrichtenkanal. Dort freundet sie sich gleich mit der Redakteurin Elisa Cronkite an, die immer wieder von ihrem Freund, dem Spielzeugdesigner David schwärmt, mit dem sie eben im Begriff ist zusammenzuziehen. Leider stellt sich heraus, dass dieser David eigentlich Audreys Nachbar Jill ist. Dieser heißt nämlich David Jillefsky und wird von allen außer Elisa nur Jill genannt. Kurze Zeit später trennt sich Jill im Einvernehmen von Elisa.
Die weitere Serie thematisiert die schwankenden Beziehungen zwischen Jack und Jill, Audrey und Barto und deutet gleichzeitig noch entstehende Gefühle zwischen Elisa und Jills und Bartos Dauergast, dem Barkeeper Michael „Mikey“ Russo an. Besonders die neurotische Jack und der selbsternannte Kneipen-Philosoph Mikey schaffen es dabei, der Serie einen komischen Einschlag zu geben.
Auf Grund von schlechten Einschaltquoten in den USA wurde die Serie nach nur 13 Folgen in der zweiten Staffel abgesetzt. Im Laufe der letzten Folge, während der Vorbereitungen zur Hochzeit von Jack und Jill, entdeckt Jack, dass sie schwanger ist. Aber bevor sie Jill davon erzählen kann, entscheidet er, dass ihre Beziehung sich zu schnell entwickelt hat und bläst die Hochzeit ab, um die Dinge langsamer anzugehen. Eine dritte Staffel wurde nicht mehr produziert.

## Besetzung
| Rolle                               | Darsteller         | Synchronsprecher   | Folgen |
| ----------------------------------- | ------------------ | ------------------ | ------ |
| David „Jill“ Jillefsky              | Ivan Sergei        | Oliver Feld        | 20     |
| Jacqueline „Jack“ Barrett           | Amanda Peet        | Nana Spier         | 20     |
| Audrey Griffin                      | Jaime Pressly      | Dascha Lehmann     | 19     |
| Elisa Cronkite                      | Sarah Paulson      | Anna Carlsson      | 19     |
| Bartholomew „Barto“ Zane            | Justin Kirk        | Sven Hasper        | 19     |
| Michael „Mikey“ Russo               | Simon Rex          | Gerrit Schmidt-Foß | 19     |
| Eddie Naiman                        | Gary Marks         |                    | 11     |
| Jonathon Appel                      | Chad Willett       | Axel Malzacher     | 10     |
| Matt Prophet                        | Josh Hopkins       | Nicolas Böll       | 9      |
| Peter McCray                        | Ed Quinn           | Oliver Siebeck     | 6      |
| Mrs. Cecilia Barrett (Jacks Mutter) | Victoria Principal | Beate Menner       | 3      |

## Trivia
- Der Titelsong war Truth About Romeo von Pancho's Lament, einem Bandprojekt des amerikanischen Songwriters Jeff Cohen, der auch z. B. für Dawson’s Creek arbeitete. Gleichzeitig wurden aber die Folgen oft eingeleitet und beendet von einer Gruppe schwarzer Straßensänger, die vor oder im Wohnhaus der Charaktere sangen.
- Jamie Pressly (Audrey) hatte während der Dreharbeiten eine Beziehung mit Mikey-Darsteller Simon Rex.
- Amanda Peet (Jack) und Sarah Paulson (Elisa) spielten später noch zusammen in der US-Serie Studio 60 on the Sunset Strip
- Die Erstausstrahlung der Serie in den USA lag strategisch sehr günstig nach der beliebten Serie Felicity, später wurde sie direkt nach Dawson’s Creek gesendet.
- Die Serie wurde im Jahr 2000 für den „Best Casting Award“ im Bereich Fernsehserie nominiert.[1]
- Randi Mayem Singer, die Drehbuchautorin und Produzentin von zahlreichen Serien und Filmen (z. B. Mrs. Doubtfire – Das stachelige Kindermädchen mit Robin Williams), war wegen der Absetzung der Serie so sauer, dass sie im Internet veröffentlichte, wie sie hätte ausgehen sollen.[2]
- „Jack“ und „Jill“ sind im angloamerikanischen Raum häufige Märchen- und Geschichtsfiguren. Dabei ist Jack aber immer männlich und Jill weiblich. Außerdem ist es ein Kinderlied:

Jack and Jill went up the hill
To fetch a pail of water.
Jack fell down and broke his crown,
And Jill came tumbling after.